# 東方茨歌仙 〜 Wild and Horned Hermit.
『東方茨歌仙 〜 Wild and Horned Hermit.』（とうほういばらかせん -）は、東方Projectを題材にした漫画作品。一迅社刊『Febri』Vol.01からVol.55まで連載された。同社刊『月刊ComicREX』2011年5 - 6月号にも「出張版」が掲載され、2012年5月号から不定期で読み切りが掲載されている。原作はZUN、漫画はあずまあやが担当している。
最初に発表された際には『東方茨牡丹 〜 Wild and Honred Hermit.（仮）』というタイトルだったが、後にZUNと雑誌編集長の打ち合わせにより「ちょっと語呂が悪い」という理由で現在のタイトルとなった。2017年8月・8巻発売時点でシリーズ累計100万部。
本項では、以降は『茨歌仙』と称することとする。その他の本項で使用されている東方Project関連の略称については、東方Project#凡例を参照。

## あらすじ
仙人である茨華仙（茨木華扇）が、霊夢や魔理沙を始めとする幻想郷の人間や妖怪を正しい方向へ導こうと四苦八苦しながらも奮闘する。

## 登場人物

### 茨華仙(いばらかせん)
本作の主人公。動物を導く能力を持つ仙人。名は茨木華扇(いばらきかせん)で、号が茨華仙。
他の仙人同様に妖怪の山に住んでいて、彼女は山に大きな道場（修行場）を構えている。他者から仙人と認識されているが、「仙人みたいな生活をしているのもただの隠れ・・・」と自らの事情を呟きかけ慌てて誤魔化していたり、紫に「貴方、こっち側でしょう?」と言われ動揺するなど、その言動には不可解な点も多いが、その詳細は現時点ではまだ明確には示されていない。
様々な仙術を使用したり多くの動物を使役するなど仙人としての能力は一通り持ち、18話で豊聡耳神子と対面した際には「山の仙人様」と言われ敬意を払われており、更に自分をしのぐ遥かに強い力を感じると評されているなど、仙人としての能力は高いと思われる。
反面、道教や仙人自体の事についてはあまり知らないなど、仙人としての経験、知識は浅いように見受けられる場面も多い。そのことを第三者から指摘されるとムキになったり怒りを露わにする。ただし、第九十五季に発行された文々。新聞で既に仙人として取材を受けており、昨日今日に仙人になったばかりという訳ではないようである。
伊吹萃香や星熊勇儀と面識があることが明らかになっており、地底や鬼と何らかの関係があることが示唆されている。また大豆を見て動揺する、霊夢が豆を投げる動作をすると本気で怯える、豆まきが苦手など吸血鬼であるレミリアと同様の反応をする。
右腕は包帯に包まれていて、包帯の中はもやのようになっている。腕のミイラを探しているらしい。左手首には鎖のついた手枷をはめている。
「茨木の百薬枡」と呼ばれる一升枡を持っている。これに注いだ酒を飲むと怪我や病気が治り、健康ならば一時的に怪力になる。そのかわり、一時的に性格が荒んでいき、病気が治るたびに肉体も鬼に近づいていく。華扇は右腕の傷の腐敗を防ぐために、この酒を飲み続けている。甘党なのか、しばしば菓子を買って食べたり、紅茶にスプーン山盛りの砂糖を入れたりしている。
第四十九話にて発覚したその正体は、鬼の四天王の一体に数えられる鬼であり、二つ名は「奸佞邪智の鬼」。髪が伸び、節のある角が二本生えている。
千年前に右腕が切り落とされた際に邪気も失い、仙人を目指した。右腕を見つけたものの、抜け落ちた邪気が籠っており、封印が解けかかっていた。封印しなおすには、一度腕をつけて再び切り落とす必要があり、その役目を霊夢に任せた。
『茨歌仙』以外の作品には『東方三月精 〜 Oriental Sacred Place.』第16・17話に登場している他、『神霊廟』の魔理沙パラレルエンディングでも名前が語られている。『深秘録』ではプレイヤーキャラクターとして登場。
茨木童子の腕(いばらきどうしのうで)
二つ名は「断善修悪の怪腕」。千年前に切り落とされた華扇の右腕が、意思を持って動き出した姿。見た目は華扇とほぼ同じだが、右腕の爪が鋭く、頭の両脇から角が生えている。
千年前に「妖刀鬼切丸」によって切り落とされたのちに封印され、そのミイラは古寺に放置されていた。華扇によって幻想郷に持ち込まれたが、その時には封印が解けかかっていた。

### 既存の登場人物
ここでは、『茨歌仙』が初出ではない登場人物を解説する。『茨歌仙』内での二つ名も併記する。
博麗霊夢
二つ名は「楽園の巫女」。
博麗神社の巫女。茨木華扇の訪問を度々受ける。神社の参拝客を増やすために色々と画策するが空回りになることが多い。
霧雨魔理沙
二つ名は「東洋の西洋魔術師」。
魔法使いの少女。頻繁に博麗神社を訪れては霊夢とつるんでいる。大の蒐集家で、レアアイテムには目がない。
東風谷早苗
二つ名は「祀られる風の人間」。
守矢神社の風祝。神でも人間でもある現人神であり、守矢神社の巫女でもある。
『茨歌仙』第2話では、旧地獄を利用しないと稼働できない核融合炉を完全なものとする為、霊夢に大量のパラジウム合金の精製を依頼した。
八坂神奈子、洩矢諏訪子
神奈子の二つ名は「独立不撓の神様」、諏訪子の二つ名は「名存実亡の神様」。
早苗と共に守矢神社に住まう神々。博麗神社で常温核融合の実験をしてみせたり、ダム造成を計画する（こちらは頓挫）など、野心的な活動を行っている。
19話では東方文花帖にも名前が登場していた架空索道の計画についても触れている。
小野塚小町
二つ名は「三途の水先案内人」。
彼岸に住む種族でもある死神。華扇を監視しており、彼女の前に度々現れては忠告を残す。
『茨歌仙』第12話では、「地獄から死神がお迎えにいく……と言うのは我々が広めた嘘」と華扇に告げた。
『茨歌仙』内での二つ名が複数ある（または変化した）のは、現時点では彼女のみ。
幽谷響子
二つ名は「平凡陳腐な山彦」。
命蓮寺の参道を掃除している時に萃香に襲われたが、同じく襲われた命蓮寺の他の妖怪共々、命に別状は無かった模様。
二ッ岩マミゾウ
二つ名は「僅有絶無の外来妖怪」。
命蓮寺の妖怪達を襲った犯人を霊夢と疑って神社にやってきたが、それは誤解と判明し、疑ったことを霊夢に謝罪した。
三十二話では華扇の正体に目星をつけており、挑発した。その後華扇と飲み比べをしたが、油を飲まされたためひどい酔いに襲われた。
伊吹萃香
二つ名は「不羈奔放の鬼」。
命蓮寺の妖怪達を「私に挨拶も無しに寺を建てたからこっちから挨拶した」と襲い、霊夢達を木枯らしごっこと称して襲った。この後、霊夢に「ヤクザ」と揶揄された。
現時点での詳細は不明だが華扇は彼女を避けている。
河城にとり
二つ名は「水平思考の河童」。
河童のアジトを漁っている青娥を狙った水鬼鬼神長の攻撃の巻き添えで住処を破壊された。
万歳楽ショーを開いたり、プラネタリウムを開いたり、縁日やイベントで屋台を出したりと商魂たくましい面を見せる。
索道建造にも携わっており、維持費を多くとるためにわざと間欠泉を使った疑いがあるが、本人曰く「機械の評判が落ちるようなことは商売の為だとしても絶対にしない」らしい。
霍青娥（青娥娘々）
二つ名は「無理非道な仙人」。
寿命を延ばし続けたとして水鬼鬼神長に狙われたが、地面を掘って逃走した。小町曰く「厄介な奴」「かなり邪悪」とのことだが、実際に彼女と話をした華扇は後に「よく判らない」と評した。
八雲紫
二つ名は「神隠しの主犯」。
里から消えた座敷わらしの代わりとしてホフゴブリンをスカウトするなどの動向を見せている。また、『外の世界』で御神木が枯らされ、切り倒されるという事例が発生している事について言及していた。
「妖怪の最大の目的」について言及しようとした茨木華扇に「それ以上は考えない事ね」と釘を刺し、加えて彼女に意味深長な発言を残した。
豊聡耳神子
二つ名は「天資英邁の仙人」。
華扇と話した際、仙人になった理由を「人を超えたかったから」と語り、動物と会話をする華扇に敬意を表した。
十六夜咲夜
二つ名は「電光石火のメイド」。
初期から度々登場していたが、名が出たは5巻から。節分の時に神社で豆まきをすることになりそれに代わるイベントの相談のために会いにいった。
多々良小傘
二つ名は「驚天動地の唐傘お化け」。
神様の力が弱まる厄日であり、事八日でもある二月八日に霊夢の前に登場。針を武器にしている霊夢に特技である鍛冶仕事を持ちかけて針を新調し、お金を稼ごうとした。唐傘お化けの妖怪ながら一ツ目小僧の特技である鍛冶仕事を得意としていることに霊夢達は疑問を抱いているが、腕は本物。最後は品質検査のための的として退治された。
古明地さとり
二つ名は「孤影悄然の妖怪」。
悪さをした怨霊の監視の強化のために娯楽禁止令と石花見の禁止をしたが、それが裏目に出て、石桜が間欠泉によって地上に飛び出し、影響を及ぼしていることを怨霊から聞き、お燐に回収を命じた。
火焔猫燐（お燐）
二つ名は「背信棄義の死猫」。
石桜の回収と片付けをさとりから依頼され、地上に出向いた。
宇佐見菫子
二つ名は「奢侈文弱な女子高生」。
『外の世界』の女子高生。「夢幻病」という寝ている間だけ幻想郷に入り込む病を発病している。
因幡てゐ
二つ名は 「巧言令色の素兎」。
現代の兎にも天国を味わわせるため、迷いの竹林で兎を販売している。
森近霖之助
二つ名は 「知足不辱の古道具屋」。
香霖堂の店主。
聖白蓮
二つ名は 「念仏三昧の大阿闍梨」。
命蓮寺の僧侶。
藤原妹紅
二つ名は「不老不死の竹林案内人」。
迷いの竹林で起こっている異変について、霊夢に教えた。
高麗野あうん
二つ名は「神色自若の狛犬」。
元は狛犬の石像に宿る神霊だったが、背中の扉の魔力によって具現化した。
射命丸文
二つ名は「我田引水の天狗」。
四季異変を調査し、天狗の不利になることが分かったため、記事にすることを諦めた。
摩多羅隠岐奈
二つ名は「威風堂々たる神秘」。
四季異変の黒幕。後戸の神であり、幻想郷を創った賢者の一人。
雲居一輪、雲山
一輪の二つ名は「一蓮托生の妖怪僧侶」、雲山の二つ名は「大山鳴動の大入道」。
涅槃会の際に雲山に大仏のフリをさせていたが、霊夢にばれたために神社の御神像のフリをさせられる羽目になった。
比那名居天子、依神紫苑
天子の二つ名は「暖衣飽食の天人」、紫苑の二つ名は「粗衣粗食の貧乏神」。
花見の幹事を引き受けたが、紫苑の貧乏性と天子の根拠のない自信によって、出された料理は気付け用の雑草と粗悪などぶろくだった。次の日は華扇のフォローによって美味な山菜と高価な酒になったが、酒が強かったために参加者はみな二日酔いになった。
その後も天子は登場し、華扇の封印の手助けを手伝った。
この他にも、背景やコマの隅などに多数の既存登場人物があるが、名前が出てくる場面や台詞を言う場面が無いため略する。

### その他の登場人物
金山彦命
第2話に名前のみ登場。霊夢から新しい金属が作れると聞いて喜び、一晩でパラジウム合金を作った。
怨霊
第2話から登場。本来は旧地獄に存在する地上には出てこられない筈の咎人の霊。人間の精神を蝕み、欲望を増幅し怠惰の毒に侵され、死後人間を地獄に落とし、更に地獄に落ちた人間は自らも怨霊となってしまう危険な性質を持つ。
河童
第3話から登場。河城にとりを始め、作中では多数のモブ河童が登場する。
第12話の出来事でアジトが崩壊したことによって山童になった個体も存在する。
雷獣
第6話に登場。霊夢と魔理沙はこれを手懐け、エネルギー問題を解決させて、あわよくば余剰エネルギーを売ろうと画策したが、毒に当てられて無気力になった。トウモロコシが主食で、トウモロコシの粉末は解毒剤にもなる。元々は華扇が飼っていたが、ほうっておかれて拗ねて暴れたところで、霊夢たちに見つかった。
蕎麦屋
第7話に登場。人間の里にある蕎麦屋。魔理沙曰く「味は特筆すべき事はない」とのことだが、繁盛している様子。
福の神
第7話に登場。魔理沙の調査によれば、常に笑顔だが非常に無口な人間らしく、街を徘徊し呼び込みには一切応じず店を選んで回り、その人間が訪れた店は例外なく繁盛しているらしいが神出鬼没とのこと。
華扇は福の神の本当の姿を見てきた事を霊夢達に告げた。いわく、「福の神は最初から繁盛するような店にしか立ち寄らない、（霊夢のように）下心丸出しで福の神を呼ぼうとしたり（団子屋の老夫婦のように）他店の繁盛を妬む余りに店の雰囲気を害すような所には立ち寄らない、福の神は繁盛が約束された店の最後の後押しをするだけ」とのこと。
団子屋の老夫婦
第7話に登場。蕎麦屋（前述）の向かいにある団子屋。
店も小奇麗で味は悪くないが、他店（蕎麦屋）の繁盛を妬む余りに店の雰囲気を害してしまい、繁盛していない（華扇談）。
仙台四郎
第7話に名前のみ登場。早苗は福の神（前述）の正体を彼ではないかと推測した。
妖怪狐
第8話と第9話、第30話に登場。作中では魔理沙と早苗に化けていた。
第8話では博麗神社に富をもたらしたが、それは管狐を遣わせての偽りのものだったため、長くは続かなかった上に霊夢を疲労・憔悴させるだけの結果になった。加えて管狐の力で集まった売上を全て奪って去っていった為、霊夢は「妖怪は妖怪というだけで退治する、他に理由は要らない」と激怒した。
第9話では霊夢に退治され、魔理沙に化けたまま縛られた状態で登場している。
第30話では、狐の玉の話を聞いて実際に見に来ていた。
管狐
第8話に登場。術者は妖怪狐（前述）。
久米（くめ）
第10話に登場。華扇が使役していた大鷲。年を取っており、息切れを起こしていたため、竿打が後継ぎとなった。
竿打（かんだ）
第10話に登場。華扇が久米の後継ぎとして使役している若い大鷲。火鉢にあたるといった野生の大鷲らしからぬ（華扇曰く「根性のない人間みたい」）性格をしている。華扇が買い物を頼んでも戻ってこず、挙げ句の果てに間違って買ってきた模様。
華扇は訓練の足りない竿打のために、大ケヤキに光る球のようなものを取り付けて、これを家の目印とさせた。だが、それが「蓬莱の玉の木」の噂の大元となってしまい、真相にいち早く気付いた華扇は慌てて家に戻り、「見つかっても違和感無く、それでいて目立つ目印」として、ブロッケンの妖怪の原理を利用した目印に変更した。
運松（うんしょう）
第11話に登場。「運松翁（うんしょうおう）」「運松の爺さん」とも呼ばれている、男性の老人。人間の里に住む普通の職漁師だったが、たまたま拾った河童の腕を返却したことで傷を治す秘薬を御礼に貰い、里で医者のようなことを始めるようになった。
華扇が仙人であることを見抜いており、華扇には「人間は年老いて仙人より仙人らしくなる」と評される。
水龍（すいりゅう）
第12話に名前のみ登場。にとり・霊夢・華扇は「水龍様」と呼んでいる。にとりは超高圧の水柱を発生させたのは「水龍様」の仕業ではないかと推測していたが、小町から話を聞いていた華扇は、水鬼鬼神長（後述）の仕業である事を告げた。
水鬼鬼神長（すいき きしんちょう）
第12話に名前のみ登場。地獄の鬼神長の一人で、青娥を河童のアジト諸共殺害しようと謀るも失敗に終わった。更に青娥の発言から、もぬけの殻となった事に気付いていない様子。この一連の出来事が第13話で起こった騒動と山童（後述）が霊夢に討伐される事の一因になった。
小町曰く「死神なんかよりもっと恐ろしい者」。
山童（ヤマワロ）
第13話に登場。河童が山に住み着いた存在。
山童達が行っていたサバイバルゲームがマミ達の闘争本能をかき立てた結果、無関係の人間が被害を受ける結果となってしまい、華扇の裁量によってマミ達が起こした人的被害の濡れ衣を着せられた上に、山童に騙されたと誤解して激怒した霊夢に「嘘吐きどもを全滅させないと気が済まない」といって討伐されるなど散々な目にあっている。
マミ
第13話に登場。山童達のサバイバルゲームに触発されて野鉄砲になり、その際人間を攻撃し血の味を知ってしまう。真相が発覚して討伐隊が組まれる前に華扇の導きにより難を逃れた。
この際、華扇はマミ達に、傷つけてしまった人間にお詫びの品を持って行く事を助言すると同時に「山童の仕業にするのが良いでしょう」と付け加えたため、山童が濡れ衣を着せられる羽目になった。
座敷わらし
第14話に登場。外の世界で座敷わらしの需要が急増し、それにより次々と里から消えていったが、それは一時的なものであり、しばらくして都会かぶれした姿で里に戻ってきた。
紫曰く「人間の里の監視員」で、いわゆるスパイのような役割を果たしているらしい。
ホフゴブリン
第14話に登場。里から消えた座敷わらしの代わりとして紫がスカウトしてきた海外の妖怪。
紫曰く「人間に対して友好的」「西洋版座敷わらし」とのことだが、その外見から里の人間達に怖がられ、霊夢の下にも退治の依頼が絶えなかった為、人間の里から追い出された。話の最後では紅魔館で働いている姿が描かれている。
万歳楽（まんざいらく）
第22話に登場。玄武の沢に迷い込んできた怪魚。河童たちに芸を仕込まれ興行することとなった。
実際は海にすむ海獣であり、昔大きな河にいったところ人間にちやほやされ町の名誉住民になったこともあったが、後日同じところに行ったところすっかり忘れ去られており、いつの間にか幻想入りしてしまった。
ちなみに、ショーには置いてけ堀（河童の倉庫）が使われた。
トカゲ
第24話に登場。雷を呼ぶ能力を持った蜥蜴。華扇は雷龍になれるかどうかを試していたが、力を手に入れて調子に乗り、連日雷雨を起こしたため「不合格」となり、華扇の手で始末された。
足売り婆（あしうりババア）
第26話に登場。里の外で行商をしているのを魔理沙とマミゾウが目撃した。元は外の世界の子供の間で流行した都市伝説。忘れられたことで幻想郷で具現化したと霊夢達は推測している。「神社が欲しがっていた」という対処法を広めたことにより次第に忘れられ、収束した。その後は博麗神社に現れ、怒られていた。
人面犬（じんめんけん）
第26話に登場。堆肥置き場で生ゴミを漁っているのを里の人間が目撃した。その後華扇が捕獲し神社に繋いでいたが、一瞬にして忽然と姿を消した。「ほっといてくれよ」とよく呟く。卑屈なだけで害はない。
ケセランパサラン
第30話に登場。霊夢が蔵から見つけてきた。元は狐の玉と説明書きに書いてあったが、中に核が存在しないため違うと判明した。早苗と諏訪子の推測によると菌類の一種で、神に近い力を持っているという。そのため普通の人には触れられず、触ろうとすると静電気のような衝撃が走る。触れるのは霊夢と早苗のみ。持っていると幸せにする澄んだ霊力を持つ。
妖怪兎
第31話に登場。てゐと迷いの竹林で兎を販売している兎達。かつて人間の間で起きた兎ブームの後に捨てられて妖怪兎になった。てゐ曰く｢天国を見てから地獄を生き延びた兎達｣らしい。
名無しのタヌキ
第32話に登場。マミゾウが連れてきた四人のタヌキ。それぞれ前髪上げ、ジト目そばかす、おさげ髪、糸目ロングが特徴。

## 作中用語
この項目では、本作に登場する用語の中で主要なもの・その話の中でキーワードとなるものを挙げる事とする。
臥龍梅（がりゅうばい）
地に着いた枝が根になった梅の木のこと。博麗神社にある梅の木もこれにあたる。霊夢はこの木を御神木にしたために信仰が宿り、枝から漏れ出した霊が神社に大量発生した。
天気石
魔理沙が博麗神社で見つけた、常に湿気を出す石。
龍石
中に龍が入った天気石。華扇によれば、どんどん大きくなっていき、やがて割れて、中から龍が出て天に昇っていく。その際に激しい雷雨が起こり、甚大な被害がでるらしい。華扇はこの石を持っていたが、既に孵って龍が生まれている。
魚石（うおいし）
中に二匹の金魚が入った天気石。中身が透けて見えるまで表面を削ると、美術的な価値が出る。魔理沙が見つけた石はこれに当たり、削ったところうっかり割ってしまい、実際に中から金魚が出てきた。華扇も一個持っているが、こちらは原石のままだった。
酉の市
博麗神社で開催されたイベント。商売繁盛の祈願であったが、華扇は元々は防火のためだったのではないかと考えた。
豆料理大会
博麗神社で開催された、豆撒きに代わる節分のイベント。豆を使った様々な料理の屋台が並んだ。紅魔館の面々も急遽参加し、太巻きの屋台を開いた。
球電
人里の火災の原因となった、毬程度の大きさの丸い雷。その正体は、蜥蜴が起こした雷だった。
プラネタリウム
河童が流れ星騒ぎに乗じて始めた興行。魔理沙曰く「言っている内容は出鱈目ばっかだったが星の配置は本物」。
殺生石（せっしょうせき）
九尾が封印された石。毒を吐き続け、周辺を飛ぶ鳥の命を奪う。早苗曰く外の世界にも存在する。
石桜（いしざくら）
土に埋められた死体の魂が純化され結晶化した成れの果て。地下にゆっくり沈んでいき、地底で桜吹雪をもたらす。怨霊の好物。
夢魂（むこん）
幽霊の一種。見た目は暗いシャボン玉のような形。菫子が幻想郷に来るたびに生まれ、触れると弾け、一瞬にして対象を夢の世界に誘う。菫子が見るはずの夢が遊離して漂っている状態。夢魂は一つしか持てないため、その人が持ってる夢魂は押し出され、また違う人は押し出された人の見るはずだった夢を見る。
狐の玉（きつねのたま）
神社の蔵から出てきた秘宝。狐の妖力そのもので出来ており、縁起物として江戸時代に流行した。狐の妖術を見破ることが出来、上級妖怪のみが使える妖術を操れる。狐の界隈では未熟な狐の教材として作られた時代もあったという。お守り感覚で持っていた人も多く、偽物も出回っていた。本物と偽物の違いは、本物は中に小豆大の核がある。霊夢の持っていたものにはそれがなく、妖怪狐の言った通り偽物。正体は早苗の推測であるがケセランパサラン。
道寿の壺
華扇が持っている秘宝の一つで、無限に油が湧き出る壺。
西洋タンポポ
幻想入りとは異なるルートで幻想郷に入り込んだタンポポ。春しか咲かない普通のタンポポと異なり雪の無い季節ならいつでも咲いている。
ヒダル神
浮遊霊の一種で、とり憑かれると手足がだるくなり、強烈な飢餓感に襲われる。博麗神社へ続く山道に出たせいで神社の縁日に客が来なくなり、霊夢に退治された。
サトノヤマネノカミ
雪起こし（冬の雷）が直撃した木の中で冬眠していたが奇跡的に無傷だったヤマネを守り神として祀ったもの。祠を作る際、華扇の助言を受けた霊夢が降神の儀式を行った。その後は早苗が祠の手入れをしていた。
索道（ロープウェイ）
第39話にて運行が始まった、守矢神社へと続く移動機関。河童が作り出した機械であるため、水力で動く。にとりによれば、冬でも運行できるように間欠泉を使っているため、維持費がかかるらしい。
運行開始の際に、発生した天狗風を神奈子が吹き飛ばすというパフォーマンスを行ったことで、守矢神社の神格と天狗の恐ろしさを人々に再認識させた。
命連大仏
命蓮寺が涅槃会の時に公開した巨大な涅槃仏。檀家の希望で大仏を出すことになり、涅槃会の間だけならと一輪が用意したもの。実際は雲山が化けた姿であり、正体がばれないように近づくのを禁止している。
やしょうま
早苗の故郷で涅槃会の際に作る団子。仏舎利を表していると華扇は予想した。
妖刀鬼切丸
千年前に華扇の右腕を切り落とした妖刀。華扇は自分の右腕を再び切らせるために、かけらを霊夢に渡した。

## 各話タイトル
| 話数     | タイトル                       |
| -------- | ------------------------------ |
| 1        | 片腕有角の仙人                 |
| 2        | 意図的に捨てられた技術と地獄   |
| 3        | 罪人の金鉱床                   |
| 4        | 信仰の人工湖                   |
| 5        | 仙人の本分                     |
| 6        | 雷の持つ見えない毒             |
| 7        | 本物の福の神                   |
| 8        | 狐の奸計                       |
| 9        | 新旧の妖怪                     |
| 10       | 帚木の別天地                   |
| 11       | 運松庵の太公望                 |
| 12       | 地獄のお迎え                   |
| 13       | 河を捨てた河童                 |
| 14       | 人間に好かれる妖怪             |
| 15       | 見える御神体                   |
| 16       | 鬼の酒器                       |
| 17       | 梅雨の奇石                     |
| 18       | 宗教家としての仙人             |
| 19       | 由緒正しいお酒                 |
| 20       | 間違いだらけの酉の市           |
| 21       | 鬼は外、腹は内                 |
| 22       | 怪魚万歳楽                     |
| 23       | 道を誤る巫女                   |
| 24       | 有足の雷                       |
| 25       | 渾円球の檻                     |
| 26       | 野卑な怪異                     |
| 27       | 妖怪に刺さる針                 |
| 28       | 桜の木の地底には死体も眠らない |
| 29       | 深秘の世界の夢                 |
| 30       | 神のみに許された霊力           |
| 31       | 誰が兎を生かしたか             |
| 32       | ぽんぽこ陣取り裏合戦           |
| 33       | 足元で蔓延る西洋の悪魔         |
| 34       | 脳にかかる未確認の靄           |
| 35       | 茨華仙の信じる道               |
| 36       | 天高く神社肥ゆる秋             |
| 37       | 閃光が起こすのは雪か神か       |
| 38       | 聖地としての神社               |
| 39       | そこに妖怪の山があるから       |
| 40       | 幻想郷を蝕む異常気象           |
| 41       | 天与の涼気                     |
| 42       | 四季を取り戻せ                 |
| 43       | 博麗神社は富を寄せ付けない     |
| 44       | 寿命を超越するもう一つの手段   |
| 45       | 最低と最高の宴会               |
| 46       | 死の超越と、彷徨う生霊         |
| 47       | 幸災楽禍の理想郷               |
| 48       | 迷者不問の暗黒郷               |
| 49       | 断善修悪の怪腕                 |
| 50（終） | 有角片腕の仙人                 |

## 既刊一覧
『Comic REX』掲載の出張版は単行本未収録。
東方茨歌仙 Wild and Horned Hermit 第1巻
2011年6月27日発売、一迅社 ISBN 978-4-7580-1222-5
『キャラ☆メル Febri』連載分の第1話から第5話を収録している。
東方茨歌仙 Wild and Horned Hermit 第2巻
2012年3月27日発売、一迅社 ISBN 978-4-7580-1262-1
『キャラ☆メル Febri』連載分の第6話から第10話を収録している。
東方茨歌仙 Wild and Horned Hermit 第3巻
2013年7月27日発売、一迅社 ISBN 978-4-7580-1318-5
『キャラ☆メル Febri』と『Febri』連載分の第11話から第15話を収録している。フィギュア付属の特装版も同時発売。
東方茨歌仙 Wild and Horned Hermit 第4巻
2014年5月27日発売、一迅社 ISBN 978-4-7580-1374-1
『Febri』連載分の第16話から第20話を収録している。
東方茨歌仙 Wild and Horned Hermit 第5巻
2014年12月27日発売、一迅社 ISBN 978-4-7580-1419-9
『Febri』連載分の第21話から第25話を収録している。
東方茨歌仙 Wild and Horned Hermit 第6巻
2016年1月27日発売、一迅社 ISBN 978-4-7580-1484-7
『Febri』連載分の第26話から第30話を収録している。
東方茨歌仙 Wild and Horned Hermit 第7巻
2016年12月27日発売、一迅社 ISBN 978-4-7580-1534-9
『Febri』連載分の第31話から第35話を収録している。
東方茨歌仙 Wild and Horned Hermit 第8巻
2017年8月26日発売、一迅社 ISBN 978-4-7580-1573-8
『Febri』連載分の第36話から第40話を収録している。
東方茨歌仙 Wild and Horned Hermit 第9巻
2018年7月27日発売、一迅社 ISBN 978-4-7580-1610-0
『Febri』連載分の第41話から第45話を収録している。
東方茨歌仙 Wild and Horned Hermit 第10巻
2019年9月27日発売、一迅社 ISBN 978-4-7580-1662-9
『Febri』連載分の第46話から最終話を収録している。
東方茨歌仙 Wild and Horned Hermit 第10巻（特装版）
2019年9月27日発売、フィギュア付属の特装版も同時発売。一迅社 ISBN 978-4-7580-1663-6